# Ото (Магдебург)
Вижте пояснителната страница за други личности с името Ото.
Ото фон Хесен (на немски: Otto von Hessen, * 1301, † 30 април 1361, Волмирщет) е от 1327 до 1361 г. архиепископ на Магдебург.

## Биография
Той е син на ландграф Ото I фон Хесен (1272 – 1328) и съпругата му Аделхайд фон Равенсберг (1270 – 1335/1339), дъщеря на граф Ото III от Равенсберг. Внук е на Света Елисавета Унгарска.
По-големият му брат Хайнрих II през 1328 година наследява баща им като ландграф.
Преди 1325 г. Ото е каноник в Мюнстер, Падерборн и Кьолн. На 8 август 1327 г. той става архиепископ на Магдебург.
Умира на 30 април 1361 г. и е погребан в катедралата на Магдебург.